# Giorgio Buratti
Giorgio Buratti (* 21. Mai 1935 in Mailand; † 21. März 2022) war ein italienischer Jazzmusiker (Kontrabass, auch Cello).

## Leben und Wirken
Buratti wuchs mit den Jazz-Schellackplatten seiner Mutter auf; 1948 schenkte ihm sein Vater eine Mundharmonika. Im folgenden Jahr schloss er sich seiner ersten Gruppe an, einem Mundharmonika-Quartett. 1950 nahm er mit dem Trompeter Benny Bailey und dem Bassisten Al King an einer Jamsession in Santa Tecla teil, und es war King, der ihn bewog, zum Kontrabass zu wechseln, den er schließlich mit Enzo Jannacci und Gigi Concato (dem Vater von Fabio Concato) spielte. In den folgenden Jahren arbeitete er mit Luigi Allievi, Luigi Tognoli und dem Posaunisten Luciano La Neve, Franco Cerri, mit dem er in der „Mexican Tavern“ spielte, Renato Sellani, Henry Wright, Nicola Arigliano, Giulio Libano, Livio Cerveglieri, Gianni Cazzola und Gilberto Cuppini. Er wurde später festes Mitglied des Gil Cuppini Quintetts mit Sergio Fanni, Eraldo Volonté und Ettore Righello, dessen Verbindung bis 1961 andauerte. 1960 und 1962 nahm er mit Cuppini und den „New Jazz Stars“ an zwei Ausgaben von „La Coppa del Jazz“ teil, die von der RAI organisiert wurden. Mit seinem eigenen Quartett trat er 1963 auf dem 4. jugoslawischen Jazz Festival in Bled auf. Unter eigenem Namen legte er ab den späten 1960er-Jahren eine Reihe von Alben auf, darunter A Smooth Day (Durium, 1971), mit Eddie Preston, Bobby Jones, Jaki Byard und Dannie Richmond, des damaligen Quintetts von Charles Mingus.
Nach der Erfahrung mit dem Gil Cuppini Quintett spielte Buratti in vielen Gruppen; 1970 und 1972 komponierte er elektronische Bühnenmusik für das Theater. Von 1981 bis 1987 widmete er sich dem Jazz Workshop innerhalb des musikalischen Kulturzentrums Living House, das er selbst gegründet und von 1981 bis 1995 geleitet hatte. In den Jahren 2000 und 2001 arbeitete er noch mit dem Pianisten Alex Fabiani zusammen. Im Bereich des Jazz war er laut Tom Lord zwischen 1960 und 1979 an 20 Aufnahmesessions beteiligt.

## Diskographische Hinweise
- Jazz Forms for Export (Durium, 1962), mit Sergio Fanni, Gianni Bedori, Jimmy Pratt
- My Soul in Performance (Bentler, 1964), mit Sergio Fanni, Dino Piana, Jimmy Pratt, Oscar Valdambrini, Claudio Fasoli, Giancarlo Barigozzi, Gilberto Cuppini, Enrico Intra, Lionello Bionda
- Inutile Discutere (Bentler, 1968), mit Patrick Neuburg, Barney Martin, Lino Liguori
- L'impiccato (Bentler, 1970), mit Eraldo Volonte, Sante Palumbo, Carlo Sola
- Don't Bother Me (Durium, 1971), mit Sergio Fanni, Eraldo Volonte, Sante Palumbo, Carlo Milano, Lino Liguori
- Explosion (Durium, 1972), mit Giancarlo Romani, Guerrino Allifranchini, Angelo Arienti, Tullio De Piscopo, Sante Palumbo, Lino Liguori
- Homo Sapiens? (Vedette, 1974), mit Giancarlo Romani, Guerrino Allifranchini, Hugo Heredia, Sante Palumbo, Lino Liguori
- Listen to Me (Ducale, 1979), mit Fulvio Sisti, Bruno Marini, Susanna Buratti